# Осада Карса (1855)
Оса́да Ка́рса — пятимесячная (с июня по ноябрь 1855 года) блокада турецкого укреплённого города Карса, имевшего гарнизон численностью 17 000 человек, 25-тысячным Отдельным Кавказским корпусом генерала от инфантерии Н. Н. Муравьёва во время Крымской войны (1853—1856).
Осада Карса стала последней значимой операцией Крымской войны. Эта крупная победа русского войска последовала после падения Севастополя. 

## Ход военных действий
В июне 1855 Александр II решил облегчить давление на Севастополь. Для этого он приказал генералу Н. Н. Муравьёву атаковать восточную часть Турции. Он объединил мелкие отряды в сильную 25 000 армию. Муравьёв решил захватить Карс, одну из важнейших крепостей Западной Армении. Подойдя к Карсу в начале июня, Н. Н. Муравьёв рассчитывал овладеть крепостью посредством тесной блокады, но так как там собраны были значительные запасы, то расчёт не оправдался. Из-за сложности рельефа и слабости осаждающих полноценных осадных работ и подготовки к штурму не было. 
Между тем в конце августа стали распространяться слухи о высадке в Батуми корпуса Омера-паши и о мнимом движении его на выручку Карса, а 12 сентября пришло известие о падении Севастополя. Генерал Муравьёв решился штурмовать крепость. Утром 17 (29) сентября русские атаковали самые сильные укрепления крепости (к западу от города), но штурм был отбит турецким гарнизоном под командованием британского полковника (турецкий чин — генерал) сэра Уильяма Уильямса с огромными для русских потерями (около 6,5 тысяч человек).
Муравьёв не отступил от Карса, ещё более укрепил блокаду и постоянно тревожил гарнизон. Эти непрерывные тревоги, а главное — истощение запасов и холера повлекли за собою сдачу Уильямсом Карса 16 (28) ноября. В плен сдалось 14 500 человек гарнизона, не считая 2 000 раненых, оставшихся в госпиталях. Из этого числа 6 500 человек ополчения было отпущено, 8 000 объявлено военнопленными, в их число входили турецкий и английский главнокомандующие, 12 пашей и 665 офицеров. В городе русскими взято 136 орудий, 27 000 ружей и большие запасы снарядов и пороха, из этого числа 100 орудий было вывезено в Тифлис для укрепление обороны. Русским также досталось 12 больших знамён, а всего — до 60.
После Парижского мира Карс был возвращён туркам, которые к 1877 году довели укрепления его до высокой степени совершенства.
.

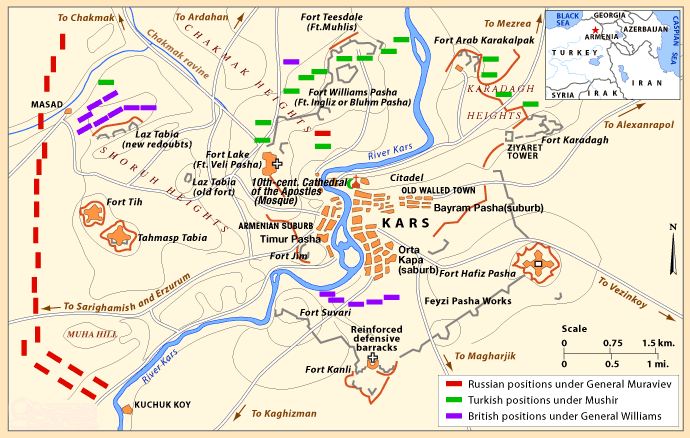
План осады Карса русскими войсками, 1855
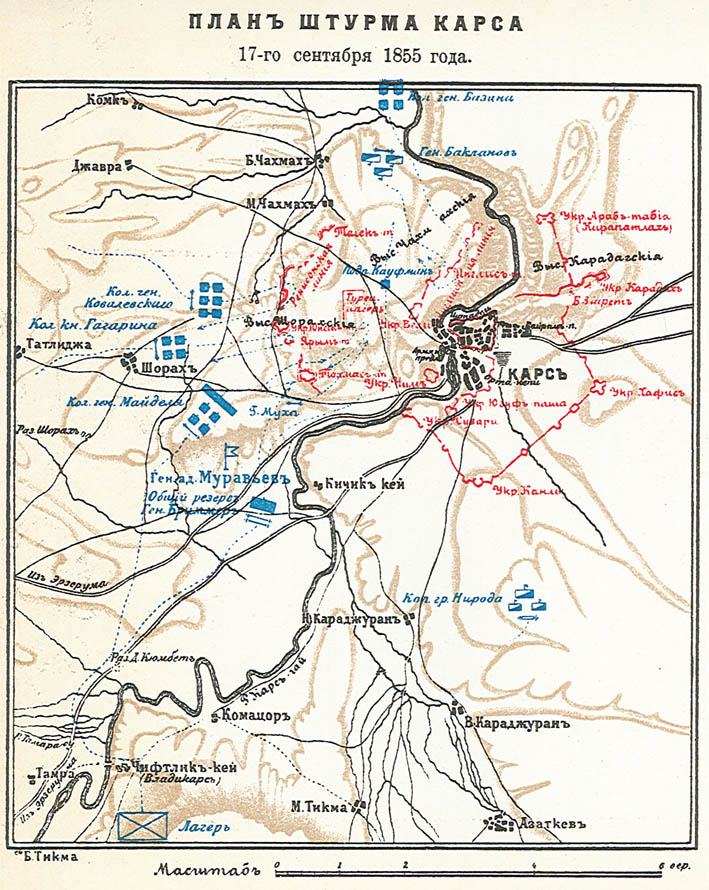
План штурма Карса 17 сентября 1855 года